# Herb powiatu bocheńskiego
Herb powiatu bocheńskiego – jeden z symboli powiatu bocheńskiego, ustanowiony 19 września 2000.

## Wygląd i symbolika
Herb przedstawia na tarczy czwórdzielnej w krzyż w polu pierwszym błękitnym trzy złote narzędzia górnicze: pośrodku młot a po bokach motyka i kilof (z herbu Bochni); w polu drugim czerwonym Orła Białego (herb województwa małopolskiego); w polu trzecim czerwonym stylizowanego Orła Białego ze złotą koroną na głowie zwróconej w prawo, z rozwiniętymi skrzydłami, z dziobem i szponami złotymi (nawiązującego do orła z czasów Kazimierza Wielkiego); natomiast w polu czwartym błękitnym dziewięć kamieni w kolorze złotym (symbol gmin powiatu).